# Bithoracochaeta
Bithoracochaeta is een geslacht van insecten uit de familie van de echte vliegen (Muscidae), die tot de orde tweevleugeligen (Diptera) behoort.

## Soort
- Bithoracochaeta annulata Stein, 1911
- Bithoracochaeta atricornis Malloch, 1934
- Bithoracochaeta calopus (Bigot, 1885)[2]
- Bithoracochaeta couriae Jaume-Schinkel & Ibáñez-Bernal, 2020[3]
- Bithoracochaeta equatorialis Couri & Marques, 2001
- Bithoracochaeta flavicoxa Malloch, 1934
- Bithoracochaeta leucoprocta (Wiedemann, 1830)
- Bithoracochaeta maricaensis Couri & Motta, 1995
- Bithoracochaeta nigricornis Malloch, 1934
- Bithoracochaeta nigricoxa Couri, 2005[4]
- Bithoracochaeta pacifera (Giglio-Tos, 1893)[5]
- Bithoracochaeta plumata Albuquerque, 1955
- Bithoracochaeta sociabilis Blanchard, 1937
- Bithoracochaeta varicornis (Coquillett, 1900)
  - = Coenosia varicornis Coquilett, 1900: